# Polsensee
Polsensee este o arie protejată (arie specială de conservare — SAC, sit de importanță comunitară — SCI) din Germania întinsă pe o suprafață de 578,26 ha, integral pe uscat.

## Localizare
Centrul sitului Polsensee este situat la coordonatele 53°03′07″N 13°30′33″E / 53.0519°N 13.5092°E.

## Înființare
Situl Polsensee a fost declarat sit de importanță comunitară în septembrie 2000.

## Biodiversitate
Situată în ecoregiunea continentală, aria protejată conține 2 habitate naturale: Cursuri de apă de la nivel de câmpie la nivel montan, cu vegetație Ranunculion fluitantis și Callitricho-Batrachion, Liziere de ierburi înalte hidrofile de câmpie și de nivel montan până la alpin.
La baza desemnării sitului se află mai multe specii protejate de  mamifere (2): castor (Castor fiber), vidră de râu (Lutra lutra).
Pe lângă speciile protejate, pe teritoriul sitului au mai fost identificate 1 specie de amfibieni.